# Goldkopftrogon
Der Goldkopftrogon (Pharomachrus auriceps), oder auch Goldkopfquetzal, zählt innerhalb der Familie der Trogone (Trogonidae) zur Gattung der
Pharomachrus.
Der Vogel kommt von Panama südlich bis Bolivien vor.
Das Verbreitungsgebiet umfasst feuchten gemäßigten Wald und Waldränder an Bergausläufern, seltener Nebelwald von 1100 bis 2800 m Höhe.
Der lateinische Artzusatz kommt von lateinisch aurum ‚Gold‘ und lateinisch -ceps ‚gekrönt‘.

## Merkmale
Der Vogel ist 33 bis 36 cm groß, hinzu kommen die Schwanzfedern des Männchens mit bis zu 10 cm. Das Männchen hat einen gelben Schnabel, einen namensgebenden gold-bronzefarbenen Kopf, Oberseite und Brust sind metallisch-schimmernd gold-grün, die Unterbrust bis Bürzel rot, die Schwanzunterseite ist schwarz. Die Oberschwanzdecken überragen die Schwanzspitze.
Die Abgrenzung zum Pfauentrogon (Pharomachrus pavoninus) gelingt am besten durch die Färbung von Schnabel und Kopf. Vom sehr ähnlichen Kammtrogon (Pharomachrus antisianus) unterscheidet er sich durch das Schwarz an der Schwanzunterseite und den stirnseits fehlenden Kamm.
Das Weibchen ist an Kopf und Brust bräunlich oder grau, die Schwanzdecken sind kürzer, die Schwanzunterseite hat kleine grau-weiße Spitzen. Im Gegensatz zum Kammtrogon sind keine Schwanzbinden auf der Unterseite zu sehen.
Jungvögel haben helle Ränder an den Armschwingen und blasse Spitzen an den äußeren kurzen Schwanzfedern.

## Geografische Variation
Es werden folgende Unterarten anerkannt:
- P. a. auriceps (Gould, 1842), Nominatform – Panama, Nordkolumbien bis Nordbolivien
- P. a. hargitti (Oustalet, 1891) – Nordwestvenezuela und Ostkolumbien

## Stimme
Der Ruf des Männchens wird als melodisches, weithin hörbares, greifvogelartiges und 6 bis 8 mal wiederholtes “whe-wheeu, whe-wheuu, whe-wheeu...”, wieherndes “why-dy-dy-dy-dyyrrr”, “hoo-whoooooy” und klagendes, and plaintive“ka-kaaaur” oder als eulenartiges „ho-ooo, ho-ooo“ beschrieben.

## Lebensweise
Der Vogel ist auf Baumwipfeln bis mittlere Baumhöhe anzutreffen, frühmorgens auch im hügeligen Freien. Die Nahrung besteht hauptsächlich aus Früchten und gelegentlich Insekten. Außerhalb der Brutsaison ist der Vogel einzelgängerisch und still. Das Nest wird in einem alten Baum angelegt, das Brutgeschäft und die Fütterung teilen sich beide Elternvögel. Nach etwa 25 bis 30 Tagen ist die Brut flügge.

## Gefährdungssituation
Der Bestand gilt als nicht gefährdet (Least Concern).